# Virimi Vakatawa

a Compétitions nationales et continentales officielles uniquement.

b Matchs officiels uniquement.
Dernière mise à jour le 4 mars 2025.
Virimi Vakatawa, né le 1er mai 1992 à Rangiora en Nouvelle-Zélande, est un joueur international français de rugby à sept et à XV d'origine fidjienne.
De 2014 à 2017, il est sous contrat avec la Fédération française de rugby pour représenter l'équipe de France de rugby à sept avec laquelle il dispute les Jeux olympiques de Rio. En 2016, il devient aussi international de rugby à XV au poste d'ailier. Pour la saison 2017-2018, il rejoint les rangs du Racing 92 en Top 14, club où il avait terminé sa formation entre 2010 et 2014. Il est alors repositionné comme centre.
Après s'être imposé à ce poste ainsi qu'en équipe de France, il doit soudainement mettre un terme à sa carrière en septembre 2022, après qu'une anomalie cardiaque évolutive a été détectée et lui interdisant la pratique professionnelle du rugby en France. Autorisé à jouer en Angleterre, il s'engage avec le club de Bristol Bears en septembre 2023.

## Biographie

### Enfance et débuts dans le rugby à XIII aux Fidji puis à XV au Racing Métro 92
Virimi Vakatawa est né le 1er mai 1992 à Rangiora dans l'île du Sud de la Nouvelle-Zélande. Il quitte son lieu de naissance pour les Fidji, pays dont il possède la nationalité et pour son village, Naluwai dans la province de Naitaisiri.
Virimi Vakatawa commence le rugby à 9 ans à l'école en alternant rugby à XV et rugby à XIII. Ses performances avec l'équipe de son lycée lui permettent d'intégrer à 17 ans l'équipe des Fidji de rugby à XV des moins de 19 ans. Il dispute un tournoi du Pacifique de sa catégorie à l'issue duquel il est élu meilleur joueur. Il souhaite alors partir pour la Nouvelle-Zélande afin de réaliser ses études, mais la Fédération fidjienne de rugby l'en empêche et il reste donc aux Fidji.
C'est l'ailier fidjien du Racing Métro 92, Sireli Bobo, qui entend parler de Virimi Vakatawa dans l’édition en ligne du Fidji Times en 2009, car lui et son équipe « gagnaient toutes les semaines et les journalistes écrivaient mon nom » selon les propres mots de l'intéressé. Sireli Bobo décide alors de contacter le jeune espoir de 17 ans afin de lui proposer d'intégrer le centre de formation du Racing. Virimi Vakatawa accepte, bien qu'il ne « connû[t] rien, sauf peut-être la Tour Eiffel » mais peu après son arrivée, Virimi Vakatawa se blesse, et en profite pour faire de la musculation et prendre du poids.
Il commence sa carrière chez les professionnels la saison suivant son arrivée en région parisienne, en coupe d'Europe, le 14 janvier 2011, face à l'ASM Clermont Auvergne. Il est titularisé au poste de second centre, mais ne peut empêcher son équipe de s'incliner au stade Marcel-Michelin sur le score de 28 à 17. Il marque son premier essai la semaine suivante dans la même compétition face aux Irlandais du Leinster au stade Yves-du-Manoir.

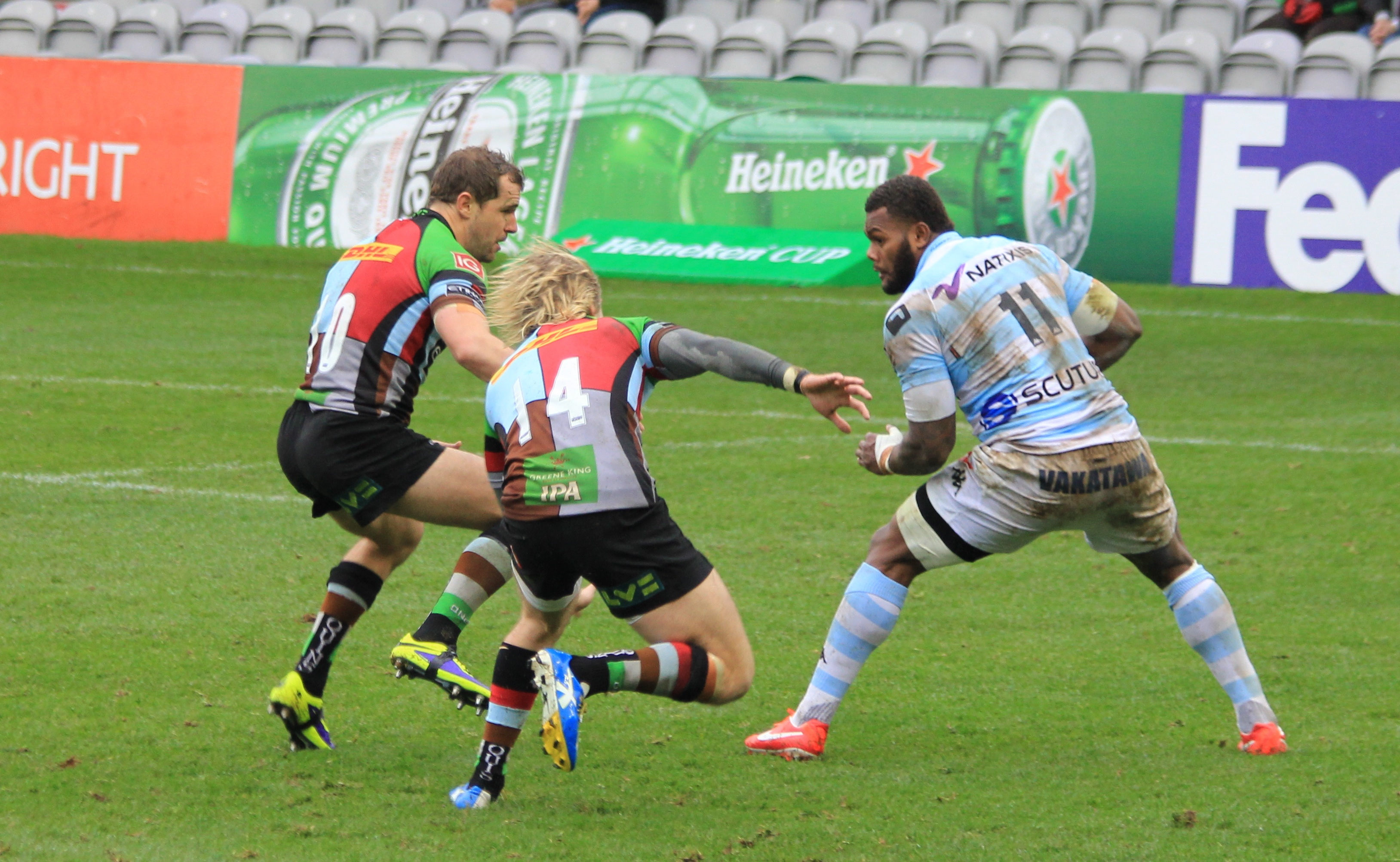
Virimi Vakatawa avec le Racing Métro 92 face aux Anglais des Harlequins en coupe d'Europe.

La saison suivante Virimi Vakatawa s'affirme au plus haut niveau dans le Top 14, disputant dix-neuf matches avec le Racing Métro 92 pour quatre essais inscrits, mais aussi en Coupe d'Europe où il dispute cinq matches. La saison suivante voit son temps de jeu diminuer : il joue un total de onze matches en Top 14 et deux en Coupe d'Europe, barré par la forte concurrence à son poste, Juan Imhoff et Benjamin Fall, ou encore le centre Fabrice Estebanez, tous internationaux. La situation de Virimi Vakatawa ne s'améliore pas pour la saison 2013-2014, avec les arrivées des internationaux français Adrien Planté et Marc Andreu. Il ne joue alors que cinq matches toutes compétitions confondues et il décide donc de quitter le Racing Métro 92 la saison suivante.

### Affirmation au haut niveau

#### Contrat avec la FFR et élément important de l'équipe de France de rugby à sept
Sollicité par l'encadrement de l'équipe de France de rugby à sept, il est appelé pour les derniers tournois de la saison 2014 des IRB Sevens World Series. Avec des débuts convaincants, il se voit offrir par la Fédération française de rugby un contrat fédéral de deux ans. La même année, Virimi Vakatawa obtient la nationalité française.
Au mois d'octobre 2014, il est retenu pour un stage de préparation de l'équipe de France de rugby à XV, Patrice Lagisquet précisant que sa présence est faite pour tester son comportement dans du jeu à quinze. En juillet 2015, l'équipe de France de rugby à sept qui compte Virimi Vakatawa dans ses rangs se qualifie pour les Jeux olympiques de Rio en remportant le championnat d'Europe à Exeter après une campagne où elle reste invaincue en dix-huit rencontres.

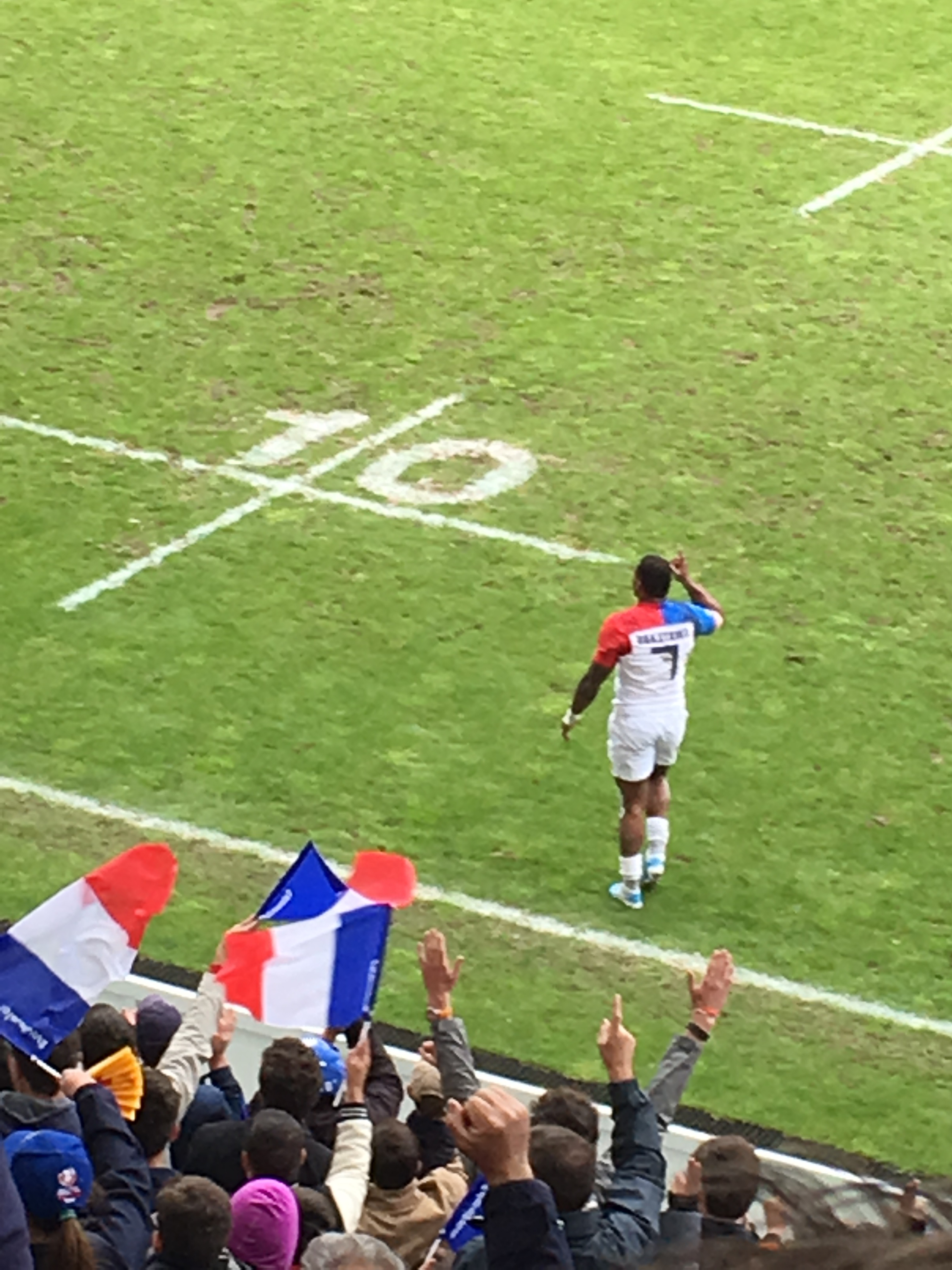
Virimi Vakatawa applaudi par le public du stade Jean Bouin à Paris le 15 mai 2016, lors du Tournoi de France de rugby à sept.

Il continue par la suite à enchaîner de très grosses performances dans les tournois de rugby à 7, participant au tournoi du Cap en décembre 2015, lors duquel la France finit troisième au classement général après avoir battu les vainqueurs des dernières World Series, les Fidji. La dernière fois que l'équipe de France avait fini sur le podium d'une des étapes du circuit mondial était en 2012.

#### Sélectionné dans le XV de France pour le Tournoi 2016
Virimi Vakatawa est sélectionné par Guy Novès dans le groupe de l'Équipe de France de rugby à XV qui dispute le Tournoi des Six Nations 2016. Il est titulaire à l'aile pour une première sélection face à l'Italie le 6 février au Stade de France, lors de laquelle il marque son premier essai international à XV dès la quinzième minute. Il est d'ailleurs élu « Talent d'Or » de ce match.
Il est de nouveau titulaire au même poste pour affronter l'Irlande le 13 février à Saint-Denis, où la France s'impose 10 à 9 et où il se montre un des attaquants les plus tranchants.
Virimi Vakatawa connaît sa troisième titularisation à l'aile pour affronter le pays de Galles à Cardiff le 26 février.
Il conserve son poste à l'aile pour les deux dernières rencontres de ce Tournoi 2016 : à Murrayfield contre l'Écosse le 13 mars (défaite 18-29) et au Stade de France le 19 mars face à l'Angleterre qui réalise le Grand chelem en s'imposant 21 à 31. À l'issue de la compétition, il fait partie des douze nommés pour recevoir le titre de meilleur joueur de l'édition.
Il retourne avec l'équipe de France de rugby à sept à l'occasion du septième tournoi de la saison à Hong Kong et aide son équipe à terminer en demi-finale de bowl. Il fait partie de l'équipe type du week-end, une performance qu'il répète la semaine suivante à Singapour, puis à Paris mi-mai, où son équipe termine à la troisième place et où il est nommé « impact player » du tournoi.
De nombreux clubs de Top 14 (le RC Toulon, le Racing 92, le Stade français et l'Union Bordeaux Bègles) tentent d'engager le joueur dont le contrat fédéral prend fin après les Jeux olympiques de Rio. Il choisit finalement de prolonger son contrat de deux saisons avec la FFR, sous la forme d'un contrat mixte entre rugby à XV et rugby à sept, lui permettant d'intégrer les équipes de France des deux disciplines. Il fait ce choix malgré le fait que les contrats proposés par les clubs de Top 14 soient plus avantageux financièrement, et décide de rester en région parisienne pour des raisons personnelles, à savoir que sa petite amie habite Paris,.

### Retour au Racing 92
En juin 2017, l'encadrement du XV de France l'intègre dans la liste Élite des joueurs protégés par la convention FFR/LNR pour la saison 2017-2018 car il est libéré de sa dernière année de contrat par la FFR pour pouvoir signer avec un club de Top 14. Il revient alors dans son club formateur, le Racing 92,.

#### Retour en équipe de France pour la Coupe du monde 2019 et ère Fabien Galthié
Jacques Brunel ne le sélectionne pas pour le tournoi des Six Nations 2019. Plus tard, il est appelé pour remplacer Geoffrey Doumayrou, blessé, lors de la préparation à la Coupe du monde 2019. Il s'envole avec les Bleus pour le Japon et jouera trois des quatre rencontres de l'équipe de France : contre l'Argentine, les Tonga et le pays de Galles. Il marquera deux essais contre les Tongiens et les Gallois.
Appelé pour le tournoi des Six Nations 2020 par Fabien Galthié, il se blesse lors de la victoire contre l'Angleterre et est absent la semaine suivante contre l'Italie. Il est de retour contre le pays de Galles et participe à toutes les autres rencontres du tournoi, inscrivant un essai lors du match reporté contre l'Irlande le 31 octobre.
Il accomplit une bonne saison avec le Racing 92, qui à l'arrêt du championnat à cause du covid se trouve à la 3e place derrière Bordeaux Bègles et Lyon. En Coupe d'Europe, le Racing parvient à se hisser à sa troisième finale européenne en battant les tenant du titre, les Saracens, en demi-finale grâce à une action impliquant le centre franco-fidjien qui, en récupérant un jeu au pied de Finn Russell, permet à son ouvreur de servir Juan Imhoff qui inscrit l'essai de la gagne. Les Racingmen s'inclinent finalement en finale face aux Chiefs d'Exeter sur le score de 31 à 27.
La saison 2021 est marquée par des blessures qui l'empêchent de prendre part à des matchs de championnat et à deux matchs du Tournoi des Six Nations. Il est laissé au repos lors de la tournée des Bleus en Australie à l'été 2021. Appelé pour la tournée d'automne 2021, il doit déclarer forfait et ne participe donc pas à la victoire des Bleus face aux All Blacks.
Éliminé avec son club en demi-finale de Coupe d'Europe face à La Rochelle et en barrage de Top 14 par Bordeaux Bègles, il est sélectionné par Fabien Galthié  pour jouer un match face à l'Angleterre avec les Barbarians,  le 19 juin 2022 . Ce match lui permit de rejouer pour la première fois depuis l'école aux côtés du Fidjien du Stade rochelais Levani Botia. Il est ensuite sélectionné pour prendre part à la tournée de juin au Japon. Le match contre les Barbarians et les deux contre le Japon sont les derniers matchs de la carrière de Virimi Vakatawa.

#### Fin de carrière en France, signature à Bristol
Au début de la saison 2022-2023, à la suite d'un examen, la commission médicale de la LNR, interdit à Virimi Vakatawa de poursuivre sa carrière de joueur en France, alors qu'il n'est âgé que de 30 ans. Il souffre en effet d'une pathologie cardiaque évolutive ; une anomalie avait déjà été détectée avant la Coupe du monde 2019, mais elle a évolué défavorablement. Cet arrêt soudain intervient à un an du Mondial 2023 en France auquel il avait une chance de participer, faisant régulièrement partie de l'équipe de France sélectionnée par Fabien Galthié.
Virimi Vakatawa dit néanmoins vouloir continuer dans le monde du rugby en France, notamment en accueillant des joueurs fidjiens au sein du Racing 92.
En septembre 2023, il est autorisé à jouer en Angleterre et s'engage pour la saison 2023-2024 avec le club de Bristol Bears.

## Statistiques

### Rugby à XV

#### Club
| Saison    | Club          | Championnat | Championnat | Championnat | Coupe d'Europe | Coupe d'Europe | Coupe d'Europe | Total | Total |
| Saison    | Club          | Compétition | M           | Ess.        | Compétition    | M              | Ess.           | M     | Ess.  |
| --------- | ------------- | ----------- | ----------- | ----------- | -------------- | -------------- | -------------- | ----- | ----- |
| 2010-2011 | Racing 92     | Top 14      | -           | -           | Coupe d'Europe | 2              | 1              | 2     | 1     |
| 2011-2012 | Racing 92     | Top 14      | 19          | 4           | Coupe d'Europe | 5              | -              | 24    | 4     |
| 2012-2013 | Racing 92     | Top 14      | 11          | 4           | Coupe d'Europe | 2              | -              | 13    | 4     |
| 2013-2014 | Racing 92     | Top 14      | 4           | -           | Coupe d'Europe | 1              | -              | 5     | -     |
| 2017-2018 | Racing 92     | Top 14      | 14          | 7           | Coupe d'Europe | 7              | 1              | 21    | 8     |
| 2018-2019 | Racing 92     | Top 14      | 22          | 13          | Coupe d'Europe | 6              | 4              | 28    | 17    |
| 2019-2020 | Racing 92     | Top 14      | 4           | 3           | Coupe d'Europe | 9              | 4              | 13    | 7     |
| 2020-2021 | Racing 92     | Top 14      | 13          | 2           | Coupe d'Europe | 2              | -              | 15    | 2     |
| 2021-2022 | Racing 92     | Top 14      | 20          | 4           | Coupe d'Europe | 4              | 2              | 24    | 6     |
| 2023-2024 | Bristol Bears | Premiership | 12          | 4           | Coupe d'Europe | 3              | -              | 15    | 4     |
| Total     | Total         | Top 14      | 107         | 37          | Coupe d'Europe | 41             | 12             | 160   | 53    |
| Total     | Total         | Premiership | 12          | 4           | Coupe d'Europe | 41             | 12             | 160   | 53    |

#### Équipe de France
Virimi Vakatawa compte 32 capes avec l'équipe de France de rugby à XV dont 31 en tant que titulaire. Il obtient sa première sélection le 6 février 2016 à l'occasion du premier match du Tournoi des Six Nations 2016 face à l'Italie, et sa dernière a lieu le 9 juillet 2022 lors de la tournée au Japon,.
Il participe à cinq éditions du tournoi en 2016, 2017, 2018, 2020 et 2021.
| Essai | Adversaire     | Lieu                                             | Compétition                 | Date             | Résultat | Score |
| ----- | -------------- | ------------------------------------------------ | --------------------------- | ---------------- | -------- | ----- |
| 1     | Italie         | Stade de France, Saint-Denis (Seine-Saint-Denis) | Tournoi des Six Nations     | 6 février 2016   | Victoire | 23-21 |
| 2     | Samoa          | Stadium de Toulouse                              | Test match                  | 12 novembre 2016 | Victoire | 52-8  |
| 3     | Samoa          | Stadium de Toulouse                              | Test match                  | 12 novembre 2016 | Victoire | 52-8  |
| 4     | Samoa          | Stadium de Toulouse                              | Test match                  | 12 novembre 2016 | Victoire | 52-8  |
| 5     | Australie      | Stade de France, Saint-Denis (Seine-Saint-Denis) | Test match                  | 19 novembre 2016 | Défaite  | 23-25 |
| 6     | Italie         | Stade olympique, Rome                            | Tournoi des Six Nations     | 11 mars 2017     | Victoire | 18-40 |
| 7     | Tonga          | Stade de Kumamoto, Kumamoto                      | Coupe du monde              | 6 octobre 2019   | Victoire | 23-21 |
| 8     | Pays de Galles | Stade d'Oita, Ōita                               | Coupe du monde              | 20 octobre 2019  | Défaite  | 20-19 |
| 9     | Irlande        | Stade de France, Saint-Denis (Seine-Saint-Denis) | Tournoi des Six Nations     | 31 octobre 2020  | Victoire | 35-27 |
| 10    | Écosse         | Murrayfield Stadium, Édimbourg                   | Coupe d'automne des nations | 22 novembre 2020 | Victoire | 15-22 |

### Rugby à sept

#### World Series
Virimi Vakatawa participe avec l'équipe de France de rugby à sept aux World Series.
| Saison    | Statistiques | Statistiques | Statistiques | Classement final | Tournois disputés | Vainqueur du tournoi | 2e place | 3e place |
| Saison    | M            | Ess          | Pts          | Classement final | Tournois disputés | Vainqueur du tournoi | 2e place | 3e place |
| --------- | ------------ | ------------ | ------------ | ---------------- | ----------------- | -------------------- | -------- | -------- |
| 2013-2014 | 21           | 10           | 50           | 10e              | 4/9               | 0                    | 0        | 0        |
| 2014-2015 | 33           | 25           | 125          | 11e              | 7/9               | 0                    | 0        | 0        |
| 2015-2016 | 32           | 24           | 120          | 11e              | 6/10              | 0                    | 0        | 2        |
| 2016-2017 | 4            | 1            | 5            | 11e              | 1/10              | 0                    | 0        | 0        |
| Total     | 85           | 60           | 300          | -                | 18                | 0                    | 0        | 2        |

#### Jeux olympiques
| Édition             | Rang | Résultats France | Résultats V. Vakatawa | Matchs (points) |
| ------------------- | ---- | ---------------- | --------------------- | --------------- |
| Rio de Janeiro 2016 | 7e   | 3 v, 0 n, 3 d    | 3 v, 0 n, 3 d         | 6 (10)          |

Légende : v = victoire ; n = match nul ; d = défaite.

#### Championnat d'Europe de rugby à sept
Virimi Vakatwa dispute le championnat d'Europe de rugby à sept avec l'équipe de France.
| Saison | Statistiques | Statistiques | Statistiques | Classement final | Tournois disputés | Vainqueur du tournoi | 2e place | 3e place |
| Saison | M            | Ess          | Pts          | Classement final | Tournois disputés | Vainqueur du tournoi | 2e place | 3e place |
| ------ | ------------ | ------------ | ------------ | ---------------- | ----------------- | -------------------- | -------- | -------- |
| 2014   | 18           | 13           | 65           | 1er              | 3/4               | 2                    | 1        | 0        |
| 2015   | 6            | 2            | 10           | 1er              | 1/3               | 1                    | 0        | 0        |
| Total  | 24           | 15           | 75           | -                | 4                 | 3                    | 1        | 0        |

#### Championnat de France de rugby à sept
Virimi Vakatawa a disputé 4 matchs et inscrit 1 essai (5 points) avec l'équipe de rugby à sept du Racing 92 lors de l'étape d'Aix en provence du Saison 2021 du Supersevens.

## Palmarès

### En club
- Racing 92
  - Finaliste de la Coupe d'Europe en 2018 et 2020

### En sélection nationale

#### Rugby à XV

##### Tournoi des Six Nations
| Édition          | Rang | Résultats France | Résultats Vakatawa | Matchs Vakatawa |
| ---------------- | ---- | ---------------- | ------------------ | --------------- |
| Six Nations 2016 | 5    | 2 v, 0 n, 3 d    | 2 v, 0 n, 3 d      | 5/5             |
| Six Nations 2017 | 3    | 3 v, 0 n, 2 d    | 3 v, 0 n, 1 d      | 4/5             |
| Six Nations 2018 | 4    | 2 v, 0 n, 3 d    | 0 v, 0 n, 2 d      | 2/5             |
| Six Nations 2020 | 2    | 4 v, 0 n, 1 d    | 3 v, 0 n, 1 d      | 4/5             |
| Six Nations 2021 | 2    | 3 v, 0 n, 2 d    | 1 v, 0 n, 2 d      | 3/5             |

Légende : v = victoire ; n = match nul ; d = défaite ; la ligne est en gras quand il y a Grand Chelem.

##### Coupe du monde
| Édition    | Rang               | Résultats France | Résultats Vakatawa | Matchs Vakatawa |
| ---------- | ------------------ | ---------------- | ------------------ | --------------- |
| Japon 2019 | Quart de finaliste | 3 v, 0 n, 1 d    | 2 v, 0 n, 1 d      | 3/4             |

#### Rugby à sept

##### Championnat d'Europe de rugby à sept
- (2) (2014 et 2015)
- Par tournoi :
  - Angleterre : 2015
    - Deuxième : 2014

  - France : 2014
  - Roumanie : 2014

##### World Series
- Troisième au South Africa rugby sevens 2015
- Troisième au France rugby sevens 2016

### Distinctions personnelles
- Deuxième meilleur marqueur du championnat d'Europe de rugby à sept 2014
- Impact player[N 2] du Dubaï rugby sevens 2015[39] et du France rugby sevens 2016[24]
- Membre de la Dream Team des World Rugby Sevens Series 2015-2016[40]
- A fait partie de l'équipe type des tournois suivants :
  - Hong Kong Sevens 2016[22]
  - Singapour rugby sevens 2016[23]
  - France rugby sevens 2016
- Meilleur marqueur d'essais du Championnat de France en 2018-2019 (13 essais)
- Oscar Europe du Midi olympique en 2020[41]

## Vie privée
Virimi Vakatawa souhaite obtenir la nationalité française. Il passe ainsi deux tests de français, échoue au premier, mais réussit le second, aidé par Jean-Claude Skrela dans son apprentissage[réf. nécessaire].
Il est le cousin de l'ailier international français Noa Nakaitaci,.